# 鄭益 (漢末)
鄭益（168年—194年），字益恩，北海高密人（今山东省高密市）。漢末經學名家鄭玄之子。
初平元年（190年），北海相孔融舉鄭益為孝廉，鄭益時年二十三歲。
兴平元年（194年），當時孔融認為賊寇眾多，於是屯兵都昌縣，被黃巾餘黨管亥包圍。鄭益為解救孔融，帶領從家將兵奔救，戰死，時年二十七歲。
鄭益有遺腹子，鄭玄因其手文与自己相似，名為鄭小同。鄭玄將其家學傳授給孫兒鄭小同，鄭小同時為侍中，與司空鄭沖一起教授高貴鄉公曹髦《尚書》，因此鄭學未有斷絕。